# Појана Кодрулуј (Сату Маре)
Појана Кодрулуј (рум. Poiana Codrului) насеље је у Румунији у округу Сату Маре у општини Кручишор. Oпштина се налази на надморској висини од 204 m.

## Становништво
Према подацима из 2002. године у насељу је живело 1403 становника.

### Попис2002.
| Расподела становништва по националности 2002.‍ | Расподела становништва по националности 2002.‍ | Расподела становништва по националности 2002.‍ | Расподела становништва по националности 2002.‍ | Расподела становништва по националности 2002.‍ |
| --------------------------------------------- | --------------------------------------------- | --------------------------------------------- | --------------------------------------------- | --------------------------------------------- |
|                                               |                                               |                                               |                                               |                                               |
| Румуни                                        | Румуни                                        |                                               | 1.107                                         | 79,0%                                         |
| Мађари                                        | Мађари                                        |                                               | 64                                            | 4,6%                                          |
| Роми                                          | Роми                                          |                                               | 200                                           | 14,3%                                         |
| Немци                                         | Немци                                         |                                               | 31                                            | 2,2%                                          |